# AN Columbae
AN Columbae (AN Col / HD 35165) es una estrella de la constelación de Columba de magnitud aparente +6,06.
Se encuentra, de acuerdo a la nueva reducción de los datos de paralaje de Hipparcos (2,27 ± 0,55 milisegundos de arco), a 1440 años luz de distancia del sistema solar.
AN Columbae es una subgigante blanco-azulada de tipo espectral B5IVnpe.
Su temperatura efectiva es de 21.500 K y su luminosidad bolométrica —en todas las longitudes de onda— es 7950 veces mayor que la luminosidad solar.
Gira sobre sí misma muy deprisa, siendo su velocidad de rotación proyectada de 350 ± 30 km/s.
Su masa es de 8,9 masas solares, por lo que está casi en el límite por encima del cual las estrellas finalizan su vida explosionando violentamente en forma de supernova.
Tiene una edad aproximada de 22 millones de años.
AN Columbae es, además, una estrella variable cuyo brillo varía entre magnitud +6,03 y +6,11.
Catalogada como estrella Be —Merope (23 Tauri) o φ Andromedae A son dos estrellas Be semejantes—, también ha sido catalogada como una «estrella con envoltura» clásica.